# 宮沢元
宮沢 元（みやざわ げん、1929年1月19日 - 2003年9月21日）は、日本の俳優。本名:宮沢 元三郎。
兵庫県出身 。早稲田大学中退。ムーランルージュ新宿座、NHK長野放送劇団、SBC信越放送劇団、衣笠プロ、滝プロ、村上事務所に所属していた。
特技は関西弁。
2003年9月21日に死去。74歳没。

## 出演作品

### テレビドラマ
- ありちゃんのおかっぱ侍（1957年）
- 遊星王子（1958年 - 1959年、NTV）
- 海底人8823（1960年、CX）
- けれど夜明けに（1960年、NHK）
- 名作推理劇場 / 唇は忘れない（1962年、NET）
- 悔いなき煩悩（1962年、NTV）
- 判決 第18話「刑事八〇三号法廷」（1963年、NET）
- 三匹の侍（CX）
  - 第1シリーズ 第1話「剣豪無宿」（1963年）
  - 第2シリーズ 第17話「寒月狼声」（1965年）
  - 第4シリーズ（1966年 - 1967年）
  - 第5シリーズ 第1話「われらお尋ね者」（1967年）
  - 新 三匹の侍 第1話「男が男が抜いた時」（1970年）
- 俺はども安（1965年、CX）
- 刑事 第5話（1965年、CX）
- 眠狂四郎（1967年、CX）
  - 第18話「贋金づくりの女」
  - 第24話「円月殺法逆廻り」
- 風の中にひとり（1968年、CX）
- 男はつらいよ 第1話（1968年、CX）
- 雪之丞変化 第1話、第2話（1970年、CX） - 清左衛門
- オレンジの季節 第2話（1971年、CX）
- 無宿侍 第2話「皆殺しの宿場」（1973年、CX）
- 6羽のかもめ 第5話「花三輪」（1974年、CX）
- 達磨大助事件帳 第17話「地獄の沙汰も銭」（1977年、ANB）
- 青春の門 第二部 第4話（1977年、MBS）
- 大河ドラマ（NHK）
  - 黄金の日日 第1話「信長軍包囲」（1978年） - 船頭
  - 草燃える（1979年） - 医者
  - 獅子の時代 第28話「太陽暦の新年」（1980年） - 瑞穂屋番頭伊助
  - おんな太閤記（1981年） - 老臣
  - 峠の群像 第21話「大石斬られるか」（1982年） - 岡田庄太夫
  - 徳川家康（1983年） - 有馬法印
  - 春の波涛（1985年） - 医者
  - いのち（1986年） - 老人
- 土曜ワイド劇場（ANB）
  - 図ぶとい奴・危険な賭け（1978年）
  - 怪奇! 金色の眼の少女（1980年）
  - 白衣の複合殺人（1987年）
- 日立スペシャル第2弾 / 風が燃えた（1978年、TBS）
- ゴールデンドラマシリーズ（CX）
  - 球形の荒野 第1話（1978年）
  - 悪の紋章 第3話（1979年）
- 太陽にほえろ!（NTV / 東宝）
  - 第295話「二つの顔の男」（1978年）
  - 第455話「死ぬなスニーカー」（1981年） - カーサ西新宿管理人
  - 第472話「鮫やんの大暴走」（1981年） - 原金物店主人
  - 第482話「ラッサ熱」（1981年） - カーサ管理人
  - 第490話「われらがボス」（1982年） - 雀荘主人
  - 第498話「600秒の賭け」（1982年） - 理髪店主人
  - 第514話「ドックの苦手」（1982年） - 坂下中学校用務員
  - 第527話「雨の降る街」（1982年） - おでん屋台の主人
  - 第537話「赤い憎悪」（1982年） - ひばり幼稚園園長
  - 第559話「マザー・グース」（1983年） - キリン堂書店主人
  - 第577話「探偵ゲーム」（1983年） - アパート管理人
  - 第619話「犯人の顔」（1984年） - 「一力」主人
  - 第628話「ヒーローになれなかった刑事」（1984年） - おでん屋台の主人
  - 第669話「刑事にだって秘密はある!」（1985年） - 酒屋主人
  - 第712話「小鳥のさえずり」（1986年） - おでん屋台の主人
- 大江戸捜査網（12ch→TX）
  - 第338話「追跡! 哀愁の子守唄」（1978年）
  - 第624話「悪夢に泣く少年の叫び!」（1983年）
  - 新 大江戸捜査網 第11話「暴走娘五千両の涙」（1984年） - 主人
- 七人の刑事 第3シリーズ 第5話「刑事は結婚詐欺師」（1978年、TBS）
- 白い巨塔（1978年、CX）
  - 第20話
  - 第22話
- 阿修羅のごとく パート1 第1話「女正月」（1979年、NHK）
- 人はそれをスキャンダルという 第9話「出産」（1979年、TBS）
- 平岩弓枝ドラマシリーズ / 茜の女（1979年、CX）
- 半七捕物帳 第18話「金の蝋燭」（1979年、ANB）
- 特捜最前線（ANB / 東映）
  - 第122話「痴漢になった警官!」（1979年）
  - 第155話「完全犯罪・350ヤードの凶弾!」（1980年）
  - 第208話「フォーク連続殺人の謎!」（1981年）
  - 第258話「ヨコハマストーリー!」（1982年）
  - 第268話「壁の向うの眼!」（1982年）
  - 第278話「逮捕 魔の24時間!」（1982年）
  - 第280話「黙秘する女!」（1982年）
  - 第288話「永吉と呼ばれた19歳!」（1982年）
  - 第297話「手配書を破る女!」（1983年）
  - 第303話「20歳のイルミネーション!」（1983年）
  - 第311話「パパの名は吉野竜次!」（1983年）
  - 第322話「にっぽん縦断泥棒日記!」（1983年）
  - 第331話「小さな紙吹雪の叫び!」（1983年）
  - 第376話「警官汚職地図!」（1984年）
  - 第403話「死体番号6001のミステリー!」（1985年）
  - 第463話「傷痕・男達のララバイ!」（1986年）
- バトルフィーバーJ 第39話「悪魔になった友」（1979年、ANB / 東映） - 高松教授
- 西部警察（1980年、ANB / 石原プロ）
  - 第46話「消えた一時間」 - 医師
  - 第60話「男の子守唄」 - 新宿区役所職員
- 大捜査線シリーズ 追跡 第38話「野獣になった刑事」（1980年、CX）
- 関ヶ原 第2夜「さらば友よ」、第3夜「男たちの祭り」（1981年、TBS）
- 旅がらす事件帖 第21話「寒い国の死刑台」（1981年、KTV）
- 連続テレビ小説（NHK）
  - 本日も晴天なり 第54話（1981年）- 区役所の職員
  - おしん 第45話、第47話、第83話（1983年）
  - はね駒 第23話（1986年）
- 鬼平犯科帳 第3シリーズ 第1話「さざ波伝兵衛」（1982年、ANB）
- 水曜時代劇 / 立花登 青春手控え 第13話「贈り物」（1982年、NHK）
- ビゴーを知っていますか（1982年、NHK）
- 流れ星佐吉 第13話「千之助、幸わせ大芝居」（1984年、KTV）
- ザ・ハングマン4 第13話「強盗ガードマンを人間パチンコではじく!」（1984年、ABC / 松竹） - 宮田（大星警備システム警備員）
- すみれさんが行く（1985年3月25日、NHK） - 患者
- 私鉄沿線97分署 第14話「照れないで! アベック捜査!?」（1985年、ANB）
- 木曜劇場 / 男の家庭科 第12話「君、遠くが見えますか?」（1985年、CX）
- うちの子にかぎって… 第2期 第10話「エリマキトカゲはどこへ行った?」（1985年、TBS） - 英語塾教師
- 火曜サスペンス劇場 / 署名のない風景画（1986年、NTV）
- 水曜ドラマ / 続イキのいい奴（1988年、NHK）
- ザ・刑事 第4話「殺人予告に怯える悪徳警官」（1990年、ANB）

### 映画
- はだしのゲン PART3 ヒロシマのたたかい（1980年） - 男
- 裸の大将放浪記（1981年、現代ぷろだくしょん） - 駅員

### 吹き替え
- SF謎の宇宙船遭遇（バーロウ保安官）※日本テレビ版
- オレはギャング ガーディニア（弁護士）※TBS版
- 恐竜島の秘密（ウィリアム・T・コルデラップ〈ピーター・カッシング〉）※フジテレビ版
- クリスマス・キャロル（ティプトン）※テレビ東京版
- サーカス天国（イワン・プロバシュカ）※TBS版
- シルバー・ブリット/死霊の牙（ヴァージル〈ウィリアム・ニューマン〉）※テレビ朝日版
- デス・ハント（ビル・ルース）※フジテレビ版
- ナポリと女と泥棒たち（男爵）※テレビ東京版
- 農場の死（2番目の役人）※毎日放送版
- ハエ男の恐怖（ガストン）※日本テレビ版
- 八点鐘が鳴るとき（マクドナルド）※日本テレビ版
- パリ警視J（アルフレッド・ゴネット、ジョルジュ）※日本テレビ版
- ハンガー（アーサー・ジェリネク）※TBS版
- ハンボーン（マクヴィッカーズ〈アラン・ヘイル・Jr〉）※フジテレビ版
- フォー・フレンズ/4つの青春（ルーカス）※日本テレビ版
- メル・ブルックスの大脱走（ビーラー）※TBS版（DVD収録）